# Линдквист, Сюзан
Сюзан Линдквист (англ. Susan Lee Lindquist, урождённая Маккензи, McKenzie; 5 июня 1949 г., Чикаго — 27 октября 2016 г., Бостон) — американский молекулярный биолог.
Её исследования сделали дрожжи моделью для изучения болезней человека, эволюции и биоматериалов, а наибольшую известность Линдквист принесла её работа над прионами.
Профессор биологии Массачусетского технологического института, член и в 2001—2004 гг. директор его Whitehead Institute, исследователь Howard Hughes Medical Institute, до 2001 года профессор Чикагского университета. Член Национальных Академии наук (1997) и Медицинской академии (2006) США, Американского философского общества (2003), иностранный член Лондонского королевского общества (2015). Удостоена Национальной научной медали (2009) и других престижных наград.

## Биография
Окончила Иллинойсский университет в Урбане-Шампейне (бакалавр микробиологии, 1971).
Степень доктора философии по биологии получила в Гарвардском университете в 1976 году, занималась в лаборатории биолога Метью Мезельсона.
В 1976—1978 годах постдок Американского онкологического общества в Чикагском университете и преподавала там в 1978—2001 годах, достигнув в 1999 году должности Ласкеровского профессора медицинских наук. В 2001 году поступила профессором на кафедру биологии Массачусетского технологического института и одновременно в 2001—2004 гг. была директором его Whitehead Institute, а затем членом последнего; также являлась исследователем Howard Hughes Medical Institute (1988—2001 и впоследствии) и ассоциированным членом Broad Institute и David H. Koch Institute for Integrative Cancer Research.
В 2004 году Линдквист была избрана членом совета директоров Johnson & Johnson и заседала в управляющем комитете компании, а также председательствовала в её комитете по науке, технологиям и устойчивому развитию.
Являлась учредителем Yumanity Therapeutics и REVOLUTION Medicines и соучредителем FoldRx Pharmaceuticals.
Замужем, две дочери.
Умерла от рака.
В 2002 году Линдквист была названа в числе 50 наиболее влиятельных женщин в науке по версии журнала Discover.
Член Американской академии искусств и наук (1996), фелло American Academy of Microbiology (1997), ассоциированный член EMBO (2011).

## Награды и отличия
- Novartis/Drew Award (2000)
- Keith R. Porter Lecture[англ.] (2001)
- Премия Диксона по медицине (2003)
- WICB Senior Award[англ.] (2004)
- Премия Уильяма Проктера за научные достижения, общество Sigma Xi (2006)
- Genetics Society of America[англ.] Medal (2008)
- Otto Warburg Medal[англ.] Немецкого общества биохимии и молекулярной биологии (2008)
- Harvard Centennial Medal[англ.] (2008)
- FASEB Excellence in Science Award[англ.] (2009)
- Национальная научная медаль (2009)
- Max Delbrück Medal[англ.], Центр молекулярной медицины имени Макса Дельбрюка (2010)
- Mendel Medal, Genetics Society[англ.] (2010)
- Медаль Уилсона Американского общества клеточной биологии (2012)
- Howard Taylor Ricketts Award[нем.] Чикагского университета (2013)
- Vanderbilt Prize for Women’s Excellence in Science and Mentorship, Vanderbilt University School of Medicine[англ.] (2014)
- Vallee Visiting Professorship (2015)
- Hans Neurath Lecture (2015)
- Премия медицинского центра Олбани (2016)
- Премия Розенстила (2016, посмертно)